# Arenga tremula
Arenga tremula är en enhjärtbladig växtart som först beskrevs av Francisco Manuel Blanco, och fick sitt nu gällande namn av Odoardo Beccari. Arenga tremula ingår i släktet Arenga och familjen Arecaceae.
Artens utbredningsområde är Filippinerna. Inga underarter finns listade i Catalogue of Life.